# Piper collinum
Piper collinum är en pepparväxtart som beskrevs av C. Dc.. Piper collinum ingår i släktet Piper och familjen pepparväxter. Inga underarter finns listade i Catalogue of Life.